# Paolo Rubino
Paolo Rubino (Palagianello, 2 maggio 1944) è un politico italiano.

## Biografia
Militante del Partito Comunista Italiano, nel 1990 viene eletto consigliere comunale a Palagianello. Dopo la svolta della Bolognina aderisce al Partito Democratico della Sinistra. Nel 1995 diventa sindaco del medesimo comune, venendo confermato anche nel 1999 (rimarrà in carica fino al 2004).
Nel 1996 viene eletto alla Camera dei deputati in quota PDS nel collegio uninominale di Massafra con l'Ulivo; confluisce poi nel 1998 nei Democratici di Sinistra, che rappresenta a Montecitorio fino al 2001. In tale anno è ricandidato deputato nel medesimo collegio elettorale, ma si ferma al 35,4% dei voti e non risulta eletto.
Nel 2008 si ricandida a sindaco di Palagianello, ottiene il 32% dei voti e viene sconfitto, ricopre quindi il ruolo di consigliere comunale di opposizione fino al 2013.